# Museu de la Dona
El Museu de la Dona va ser inaugurat a la Ciutat de Mèxic el 8 de març de 2011 durant la commemoració del Dia Internacional de la Dona (Any Internacional de la Dona; Organització de les Nacions Unides: 1975) en el marc del decenni per a l'Ensenyament dels Drets Humans convocat per l'ONU (Fòrum Mundial sobre l'Educació UNESCO; Dakar Senegal; 26 - 28 d'abril de 2000), amb auspici d'UNIFEM, la II Legislatura de l'Assemblea Legislativa del Districte Federal, la Universitat Nacional Autònoma de Mèxic, l'Associació d'Artistes Lucille Wong, el col·lectiu Joves Artistes Conarte, com a punt d'acord de la LXI Legislatura del Senat de la República i afegint com a fundadores i fundadors Esther González, Frida Hartz, Martha Chapa, Guillermo Ceniceros, Federico Silva, José Luis Cuevas, Sebastián i Francisco Toledo.
El Museu de la Dona s'autodefineix com un llibre obert per a tota la ciutadania enfocat en el respecte als drets humans de les dones, i que participa en una nova cultura d'equitat de gènere amb la reconstrucció històrica de la nació, coadjuvant així a la visualització del paper de la dona en la configuració de la història política, social, cultural i econòmica del país, revisant allò esdevingut des de l'època prehispànica fins a l'actualitat. És el segon museu d'aquestes característiques en tota Amèrica Llatina.